# Извршна наредба 13126
Извршна наредба 13126 (енгл. Executive Order 13126), формално названа Забрана набавке производа произведених принудним или дјечјим радом (енгл. Prohibition of Acquisition of Products Produced by Forced or Indentured Child Labor), је извршна наредба коју је потписао амерички председник, демократа Бил Клинтон 12. јуна 1999. године како би се осигурало да савезне агенције спроводе законе у вези са присилним радом. Захтева од Министарства рада САД да води листу производа и земаља њиховог порекла који су произведени принудним радом дјеце. Савезни извођачи који испоручују производе са листе морају доказати да су уложили напоре у доброј намери да утврде да ли су производи произведени под присилним радом.
Управљање наредбом потпадало је у надлежност Бироа за међународне послове (ИЛАБ). У јануару 2001. године на листи је било 11 производа из двије земље. Тренутна листа, коју је саставио ИЛАБ, састоји се од 31 производа укључујући бамбус, пасуљ, какао, кафу, орашасте плодове, пиринач, гуму, шкампе и шећерну трску. Производи долазе из земаља као што су Авганистан, Аргентина, Бенин, Боливија, Буркина Фасо, Бурма, Кина, Колумбија, Конго, Етиопија, Гана, Индија, Обала Слоноваче, Мали, Непал, Нигерија, Пакистан, Русија, Сијера Леоне, Таџикистан, Тајланд и Узбекистан.